# Douglas Mawson

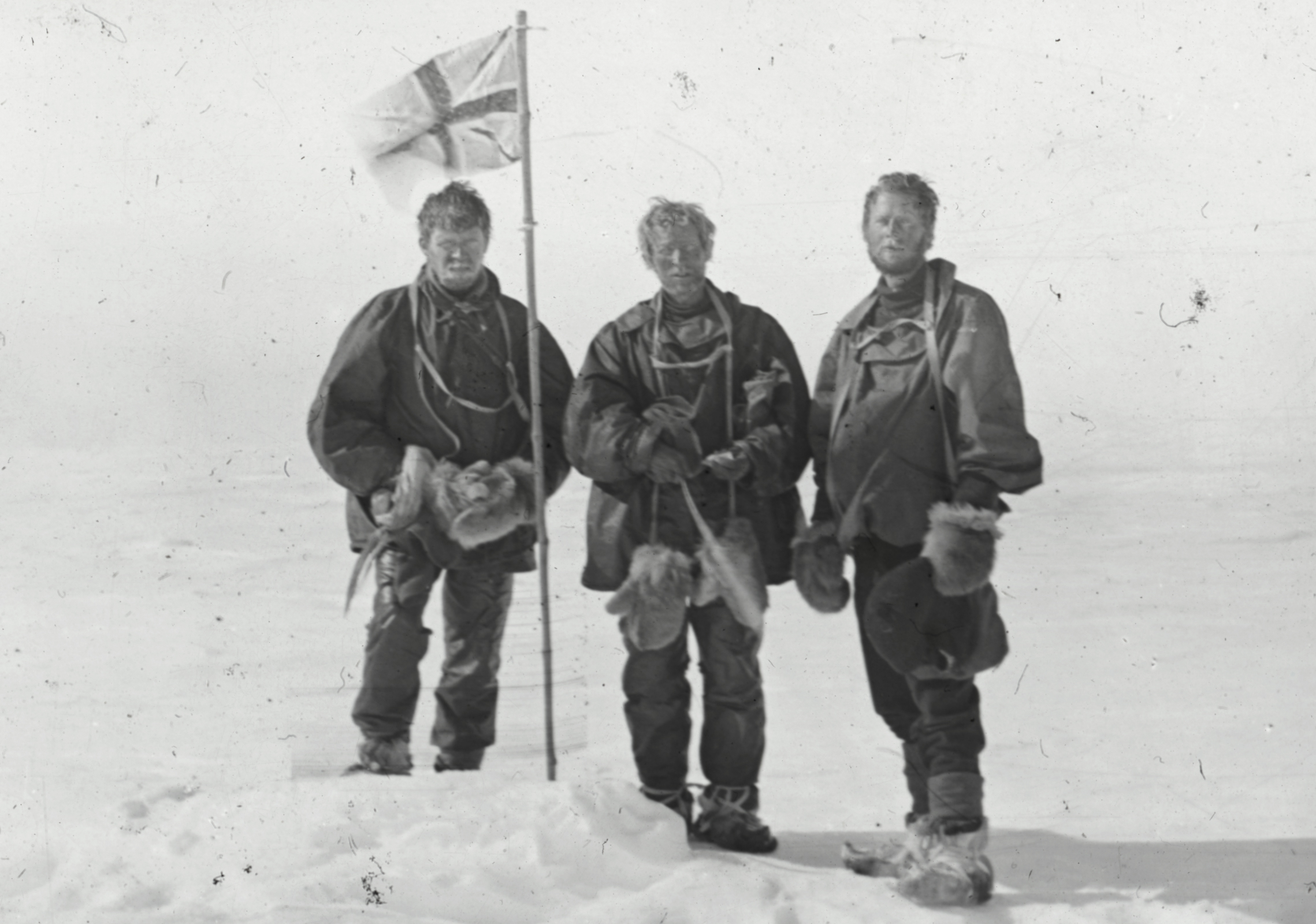
Balról jobbra Alistair McKay, Edgeworth David és Mawson a mágneses déli sarkon 1909. január 16-án

Sir Douglas Mawson (Shipley, Anglia, 1882. május 5. – Brighton, Ausztrália, 1958. október 14.), ausztrál geológus, Antarktisz-kutató. Az első volt, aki először elérte a déli mágneses sarkot.
Szülei Ellis és Margaret Ann Mawson voltak. Angliában született, de 2 éves korában kivándoroltak Ausztráliába, és Sydney nyugati részén telepedtek le. A Sydney Egyetemen diplomázott 1902-ben. Első expedícióján mint geológus vett részt az akkor Új-Hebridáknak nevezett Vanuatun. Az ekkor írt műve, Az Új-Hebridák geológiája az első jelentős geológiai mű volt, mely Melanéziáról íródott. Pályájára Edgeworth David és Archibald Liversidge voltak nagy hatással. 1905-ben kőolajjal és ásványtannal foglalkozott az Adelaide-i Egyetemen.
1907-ben csatlakozott Ernest Shackleton Nimrod-expedíciójához. Eredetileg csak a nyári időszakra maradt volna az Antarktiszon, de professzorával, Edgeworth Daviddel együtt még egy évre maradtak. Vele és Alistair Mackay-jel az elsők voltak, akik megmászták az Erebus vulkánt és először elérték a déli mágneses sarkot 1909-ben.
1910-ben meghívást kapott Scott Terra Nova-expedíciójára, de helyette inkább az ausztrálázsiai antarktiszi expedíció vezetését vállalta el, melyet a V. György-földre és az Adélie-földre vezetett. Az expedíció után, melyen biológiai, meteorológiai és geológiai megfigyeléseket végeztek, lovaggá ütötték.
Az expedícióról David Roberts írt könyvet, mely 2013-ban magyarul is megjelent Egyedül a jég ellen címmel.

## Fordítás
- Ez a szócikk részben vagy egészben  a   Douglas Mawson című angol Wikipédia-szócikk ezen változatának fordításán alapul.  Az eredeti cikk szerkesztőit annak laptörténete sorolja fel. Ez a jelzés csupán a megfogalmazás eredetét és a szerzői jogokat jelzi, nem szolgál a cikkben szereplő információk forrásmegjelöléseként.